# Boleścin (Świdnica, Baja Silesia)
Boleścin (alemán: Pilzen) es una localidad del distrito de Świdnica, en el voivodato de Baja Silesia (Polonia). Se encuentra en el suroeste del país, dentro del término del municipal rural de Świdnica, a unos 8 km al este de la localidad homónima, sede del gobierno municipal y capital del distrito, y a unos 50 al suroeste de Breslavia, la capital del voivodato. Boleścin perteneció a Alemania hasta 1945.
- Datos: Q4939402
- Multimedia: Boleścin, powiat świdnicki / Q4939402